# اسپیجاب

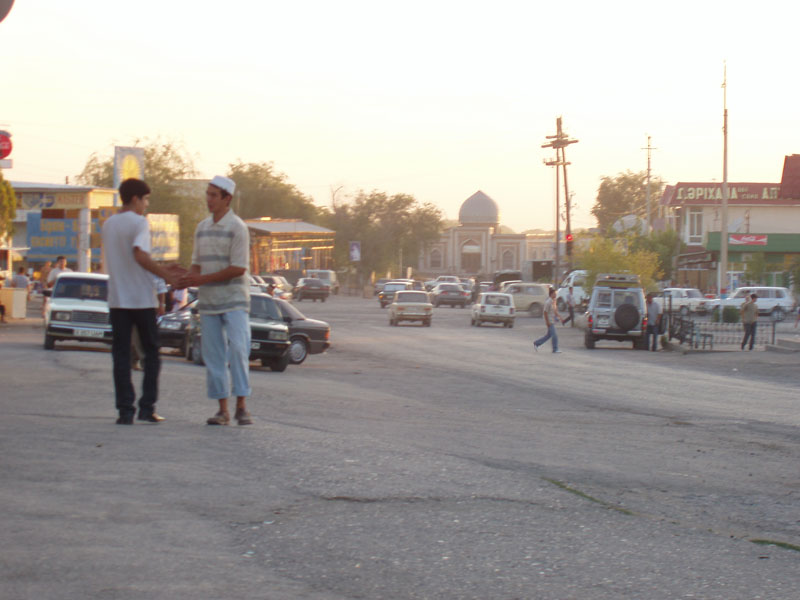
تصویری از شهر اسپیجاب

اَسپیجاب (نام‌های دیگر: اسفیجاب، سپیجاب، سیرام و شبران) شهر و ناحیه‌ای در کشور قزاقستان است.

## مکان جغرافیایی
این شهر امروزه در ناحیه‌های چیمکنت نهاده‌است. اسپیجاب از شمال باختری به صبران (صبوران)، از باختر به ناحیه کنجیده و از جنوب در ۲۲ فرسنگی، به تاشکند (چاچ) می‌رسد. اسپیجاب در دوره سامانیان ناحیه پهناوری بود که سرزمین‌های حاصل‌خیز پیرامون رود اریس را در بر می‌گرفت و از خاور تا دره تلس (طراز) امتداد می‌یافت و مرکز آن نیز به اسپیجاب آوازه داشت. این شهر در جلگه‌ای بر کران راست رود سیردریا نهاده بوده.

## تاریخچه

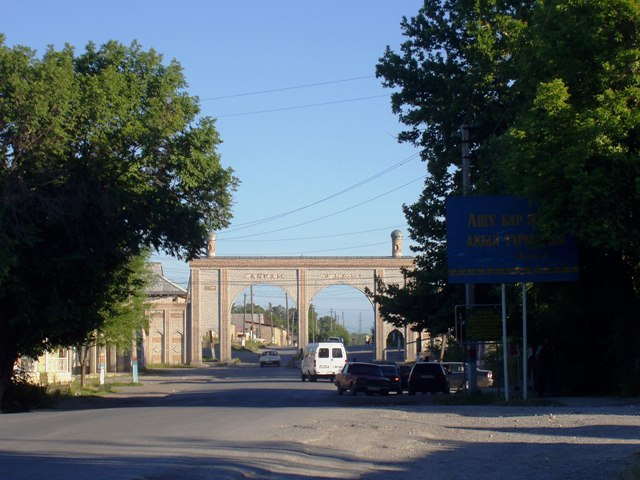
دروازه اصلی شهر اسپیجاب

دربارهٔ تاریخ باستانی اسپیجاب چندان آگاهی در دسترس نیست. فردوسی، اسپیجاب (سپیجاب) را در نبرد ایرانیان و تورانیان، در قلمرو تورانیان دانسته‌است.
اسپیجاب مرز بین دو قبیله ترک اغوز (غز) و قرلق (خَرلُخ) بود؛ چنان‌که قبیله غز در قلمرو مسلمانان، از کرانه دریای خزر تا اسپیجاب و قبیله خرلخ از اسپیجاب تا دره فرغانه می‌زیستند. مردم اسپیجاب، مانند اهالی بلاساغون و تراز به زبان‌های سغدی و ترکی سخن می‌گفتند.
نوح بن اسد، فرمانروای سامانی سمرقند، کناره‌های استپ‌های ترک‌نشین قزاقستان امروزی را نیز فتح کرد و در سال ۲۲۵/۸۴۰ حصاری به دور شهر اَسپیجاب کشید تا از آن در برابر حملات ترکان حفاظت کند.
این شهر به سبب لشکرکشی‌های خوارزمشاهیان، به ویژه یورش مغولان در ۶۱۶ق دستخوش ویرانی و کشتار فراوان شد و پس از آن رونق، ارزش و نام آن از میان رفت.
فردوسی در شاهنامه از اسپیجاب با نام سپیجاب نام برده:
سپیجاب و سغدش به گودرز داد
بسی پند و منشور آن مرز داد
ستودش فراوان و کرد آفرین
که چون تو کسی نیست ز ایران زمین
خواجه احمد یسوی، صوفی معروف، در اسپیجاب زاده شد اما در یسی زیست و نام او نیز منسوب به آن شهر است.

## نام
دربارهٔ ریشه واژه اسپیجاب دو احتمال وجود دارد. یکی که اینکه اسپیجاب از دو واژه پهلوی اسپیگ(درخشان) و آب ساخته شده و دیگری نزدیکی واژه اسپیج با واژه سپید فارسی است. کاشغری در دیوان لغات الترک از اسپیجاب با نام شهر سفید (مدینةالبیضاء) یاد کرده‌است. گویا همزمان با یورش مغول به فرارود، اسپیجاب به سیرام تغییر نام داد.